# Tyrrell
Tyrrell byl závodní tým Formule 1, soutěže se účastnil od roku 1968, deset let před tím už jezdil ve Formuli 3. Jméno nesl po svém zakladateli, Kenu Tyrellovi. Teprve od roku 1970 jezdil s vlastními vozy. V sezoně 1984 byl diskvalifikován kvůli údajnému používání nelegálních pohonných hmot. Po roce 1998 byl přetvořen v tým B.A.R.

## Zajímavost
Stáj Tyrell byla v historii Formule 1 jediná, jež se pokoušela o revoluční řešení konstrukce svého závodního vozu, jako jediná zkoušela v závodní praxi vůz se třemi nápravami resp. šesti koly (tzv. šestikolka) – Tyrrell P34.